# Bouquelon
Bouquelon é uma comuna francesa na região administrativa da Normandia, no departamento de Eure. Estende-se por uma área de 11,83 km². Em 2010 a comuna tinha 526 habitantes (densidade: 44,5 hab./km²).recensement.insee.fr/chiffresCles.action?zoneSearchField=&codeZone=27101-COM&idTheme=3|título=Résultats du recensement de la population - 2009|autor=|data=|publicado=Insee|acessodata=1 de abril de 2013}}</ref>.